# Trestonia ceara
Trestonia ceara là một loài bọ cánh cứng trong họ Cerambycidae.